# Símbols de Christoffel
En matemàtiques i física, els símbols de Christoffel són una matriu de nombres que descriuen una connexió mètrica. La connexió mètrica és una especialització de la connexió afí a superfícies o altres col·lectors dotats d'una mètrica, que permet mesurar distàncies en aquesta superfície. En geometria diferencial, una connexió afí es pot definir sense fer referència a una mètrica, i molts conceptes addicionals segueixen: transport paral·lel, derivades covariants, geodèsics, etc. tampoc requereixen el concepte de mètrica. Tanmateix, quan hi ha una mètrica disponible, aquests conceptes es poden lligar directament a la "forma" de la varietat en si; aquesta forma està determinada per com l'espai tangent s'uneix a l'espai cotangent pel tensor mètric. De manera abstracta, es diria que la varietat té un paquet de trames associat (ortonormal), amb cada "fotograma" una possible elecció d'un marc de coordenades. Una mètrica invariant implica que el grup d'estructura del paquet de marcs és el grup ortogonal O(p, q). Com a resultat, aquesta varietat és necessàriament una varietat (pseudo-) Riemanniana. Els símbols de Christoffel proporcionen una representació concreta de la connexió de la (pseudo-) geometria riemanniana en termes de coordenades a la varietat. Conceptes addicionals, com ara transport paral·lel, geodèsica, etc., es poden expressar en termes de símbols de Christoffel.
En general, hi ha un nombre infinit de connexions mètriques per a un determinat tensor mètric; no obstant això, hi ha una connexió única que està lliure de torsió, la connexió Levi-Civita. És comú en física i relativitat general treballar gairebé exclusivament amb la connexió Levi-Civita, treballant en marcs de coordenades (anomenats coordenades holonòmiques) on la torsió s'esvaeix. Per exemple, als espais euclidians, els símbols de Christoffel descriuen com canvien les bases de coordenades locals d'un punt a un altre.
En cada punt de la varietat n -dimensional subjacent, per a qualsevol sistema de coordenades local al voltant d'aquest punt, els símbols de Christoffel es denoten Γijk per i, j, k = 1, 2, ..., n i, j, k = 1, 2, ..., n. Cada entrada d'aquesta matriu n × n × n és un nombre real. Sota transformacions de coordenades lineals a la varietat, els símbols de Christoffel es transformen com els components d'un tensor, però sota transformacions de coordenades generals (difeomorfismes) no ho fan. La majoria de les propietats algebraiques dels símbols de Christoffel segueixen de la seva relació amb la connexió afí; només uns quants es dedueixen del fet que el grup d'estructura és el grup ortogonal O(m, n) (o el grup de Lorentz O(3, 1) per a la relativitat general).
Els símbols de Christoffel s'utilitzen per realitzar càlculs pràctics. Per exemple, el tensor de curvatura de Riemann es pot expressar completament en termes dels símbols de Christoffel i les seves primeres derivades parcials. En la relativitat general, la connexió juga el paper del camp de força gravitatòria i el potencial gravitatori corresponent és el tensor mètric. Quan el sistema de coordenades i el tensor mètric comparteixen certa simetria, molts dels Γijk són zero.
Els símbols de Christoffel reben el nom d'Elwin Bruno Christoffel (1829–1900).

## Definicions preliminars
Donat una varietat {\displaystyle M}, un atles consisteix en una col·lecció de gràfics {\displaystyle \varphi :U\to \mathbb {R} ^{n}} per a cada coberta oberta {\displaystyle U\subset M}. Aquests gràfics permeten la base vectorial estàndard {\displaystyle ({\vec {e}}_{1},\cdots ,{\vec {e}}_{n})} activat {\displaystyle \mathbb {R} ^{n}} per ser tirat cap enrere a una base vectorial a l'espai tangent {\displaystyle TM} de {\displaystyle M}. Això es fa de la següent manera. Donada alguna funció real arbitrària {\displaystyle f:M\to \mathbb {R} }, el gràfic permet definir un gradient:
{\displaystyle \partial _{i}f\equiv {\frac {\partial \left(f\circ \varphi ^{-1}\right)}{\partial x^{i}}}\quad {\mbox{for }}i=1,\,2,\,\dots ,\,n}
Aquest gradient s'anomena habitualment retrocés perquè "retira" el gradient {\displaystyle \mathbb {R} ^{n}} a un gradient {\displaystyle M}. La retirada és independent del gràfic {\displaystyle \varphi }. D'aquesta manera, la base vectorial estàndard {\displaystyle ({\vec {e}}_{1},\cdots ,{\vec {e}}_{n})} activat {\displaystyle \mathbb {R} ^{n}} torna a una base vectorial estàndard ("coordenada") {\displaystyle (\partial _{1},\cdots ,\partial _{n})} activat {\displaystyle TM}. Això s'anomena "base de coordenades", perquè depèn explícitament de les coordenades {\displaystyle \mathbb {R} ^{n}}. De vegades s'anomena "base local".
Aquesta definició permet un abús comú de la notació. El {\displaystyle \partial _{i}} es van definir per estar en correspondència un a un amb els vectors base {\displaystyle {\vec {e}}_{i}} activat {\displaystyle \mathbb {R} ^{n}}. La notació {\displaystyle \partial _{i}} serveix com a recordatori que els vectors base a l'espai tangent {\displaystyle TM} provenia d'una construcció en gradient. Malgrat això, és habitual "oblidar" aquesta construcció, i només escriure (o millor dit, definir) vectors {\displaystyle e_{i}} activat {\displaystyle TM} tal que {\displaystyle e_{i}\equiv \partial _{i}}. La gamma completa de notació d'ús habitual inclou l'ús de fletxes i negreta per indicar vectors:
{\displaystyle \partial _{i}\equiv {\frac {\partial }{\partial x^{i}}}\equiv e_{i}\equiv {\vec {e}}_{i}\equiv \mathbf {e} _{i}\equiv {\boldsymbol {\partial }}_{i}}
on {\displaystyle \equiv } s'utilitza com a recordatori que es defineixen com a notació equivalent per al mateix concepte. L'elecció de la notació és segons l'estil i el gust, i varia d'un text a un altre.

## Definició en l'espai euclidià
A l'espai euclidià, es pot demostrar que la definició general que es dóna a continuació per als símbols de Christoffel del segon tipus és equivalent a: {\displaystyle {\Gamma ^{k}}_{ij}={\frac {\partial \mathbf {e} _{i}}{\partial x^{j}}}\cdot \mathbf {e} ^{k}={\frac {\partial \mathbf {e} _{i}}{\partial x^{j}}}\cdot g^{km}\mathbf {e} _{m}}
Els símbols de Christoffel del primer tipus es poden trobar mitjançant la reducció d'índex:
{\displaystyle \Gamma _{kij}={\Gamma ^{m}}_{ij}g_{mk}={\frac {\partial \mathbf {e} _{i}}{\partial x^{j}}}\cdot \mathbf {e} ^{m}g_{mk}={\frac {\partial \mathbf {e} _{i}}{\partial x^{j}}}\cdot \mathbf {e} _{k}}Reordenant, veiem que (suposant que la derivada parcial pertany a l'espai tangent, que no pot ocórrer en un espai corb no euclidià):
{\displaystyle {\frac {\partial \mathbf {e} _{i}}{\partial x^{j}}}={\Gamma ^{k}}_{ij}\mathbf {e} _{k}=\Gamma _{kij}\mathbf {e} ^{k}}

## Definició general
Els símbols de Christoffel tenen dues formes: la primera i la segona. La definició del segon tipus és més bàsica i, per tant, es presenta primer.

### Símbols de Christoffel del segon tipus (definició simètrica)
Els símbols de Christoffel del segon tipus són els coeficients de connexió —en coordenades— de la connexió Levi-Civita. En altres paraules, els símbols de Christoffel del segon tipus Γkij (de vegades Γk
ij o {k
ij} ) es defineixen com els coeficients únics tals que {\displaystyle \nabla _{i}\mathrm {e} _{j}={\Gamma ^{k}}_{ij}\mathrm {e} _{k},} on ∇i és la connexió Levi-Civita a M presa en la direcció de coordenades ei (és a dir, ∇i ≡ ∇ei ) i on ei = ∂i és una base de coordenades locals (holonòmica). Com que aquesta connexió té una torsió zero, i els camps vectorials holonòmics es desplacen (és a dir {\displaystyle [e_{i},e_{j}]=[\partial _{i},\partial _{j}]=0} ) tenim {\displaystyle \nabla _{i}\mathrm {e} _{j}=\nabla _{j}\mathrm {e} _{i}.} Per tant, en aquesta base els coeficients de connexió són simètrics: {\displaystyle {\Gamma ^{k}}_{ij}={\Gamma ^{k}}_{ji}.} Per aquest motiu, una connexió lliure de torsió s'anomena sovint simètrica.

### Símbols de Christoffel del primer tipus
Els símbols de Christoffel del primer tipus es poden derivar dels símbols de Christoffel del segon tipus i de la mètrica, {\displaystyle \Gamma _{cab}=g_{cd}{\Gamma ^{d}}_{ab}\,,}o només a partir de la mètrica,
{\displaystyle {\begin{aligned}\Gamma _{cab}&={\frac {1}{2}}\left({\frac {\partial g_{ca}}{\partial x^{b}}}+{\frac {\partial g_{cb}}{\partial x^{a}}}-{\frac {\partial g_{ab}}{\partial x^{c}}}\right)\\&={\frac {1}{2}}\,\left(g_{ca,b}+g_{cb,a}-g_{ab,c}\right)\\&={\frac {1}{2}}\,\left(\partial _{b}g_{ca}+\partial _{a}g_{cb}-\partial _{c}g_{ab}\right)\,.\\\end{aligned}}}Com a notació alternativa també es troba
{\displaystyle \Gamma _{cab}=[ab,c].}Val a dir que [ab, c] = [ba, c].

## Aplicacions
Els símbols de Christoffel troben un ús freqüent en la teoria de la relativitat general d'Einstein, on l'espai-temps està representat per una varietat de Lorentz corba de 4 dimensions amb una connexió Levi-Civita. Les equacions de camp d'Einstein —que determinen la geometria de l'espai-temps en presència de matèria— contenen el tensor de Ricci i, per tant, calcular els símbols de Christoffel és essencial. Un cop determinada la geometria, es calculen els camins de partícules i raigs de llum resolent les equacions geodèsiques en què apareixen explícitament els símbols de Christoffel.